# Paranura
Genre
Paranura est un genre de collemboles de la famille des Neanuridae.

## Liste des espèces
Selon Checklist of the Collembola of the World (version du 18 octobre 2019) :
- Paranura anops Christiansen & Bellinger, 1980
- Paranura bisetosa Deharveng, 1989
- Paranura chiangdaoensis Deharveng, 1989
- Paranura coenobita Cassagnau, 1991
- Paranura colombiana Palacios-Vargas & Peñaranda-Parada, 2005
- Paranura colorata Mills, 1934
- Paranura dalgeri Deharveng, 1989
- Paranura garoensis Cassagnau, 1991
- Paranura globulifer Deharveng, 1989
- Paranura godavarica Cassagnau, 1991
- Paranura ieti (Yosii, 1966)
- Paranura impedita Palacios-Vargas & Deharveng, 1987
- Paranura johorensis (Yosii, 1976)
- Paranura jorgei Palacios-Vargas & Deharveng, 1987
- Paranura koryoi Deharveng & Weiner, 1984
- Paranura leclerci Deharveng, 1989
- Paranura longisensillata Palacios-Vargas & Deharveng, 1987
- Paranura magdalenae Simón-Benito & Palacios-Vargas, 2008
- Paranura meo Deharveng, 1989
- Paranura mjohjangensis Deharveng & Weiner, 1984
- Paranura modesta Deharveng, 1989
- Paranura nalo Christiansen & Bellinger, 1992
- Paranura nudifera Yoshii & Suhardjono, 1992
- Paranura quadrilobata Hammer, 1953
- Paranura quadripunctata Yosii, 1966
- Paranura reticulata Smolis & Deharveng, 2015
- Paranura rooensis Simón-Benito & Palacios-Vargas, 2008
- Paranura rosea Lee & Kim, 1984
- Paranura sarukhani Palacios-Vargas & Deharveng, 1987
- Paranura sexpunctata Axelson, 1902
- Paranura sitchensis Fjellberg, 1985
- Paranura squamosa Cassagnau, 1991
- Paranura tamul Cassagnau, 1988
- Paranura tapatia Palacios-Vargas & Peñaranda-Parada, 2005
- Paranura tibiotarsalis Deharveng, 1989
- Paranura timorensis Yoshii & Suhardjono, 1992
- Paranura tridentata Lee & Kim, 1984

## Publication originale
- Axelson, 1902 : Diagnosen neuer Collembolen aus Finland und angrenzenden Teilen des nordwestlichen Russlands. Meddelanden af Societas pro Fauna et Flora Fennica, vol. 28, p. 101-111 (texte intégral).